# Ghiraur
Ghiraur é uma cidade e uma nagar panchayat no distrito de Mainpuri, no estado indiano de Uttar Pradesh.

## Demografia
Segundo o censo de 2001, Ghiraur tinha uma população de 12,108 habitantes. Os indivíduos do sexo masculino constituem 53% da população e os do sexo feminino 47%. Ghiraur tem uma taxa de literacia de 54%, inferior à média nacional de 59.5%: a literacia no sexo masculino é de 61% e no sexo feminino é de 47%. Em Ghiraur, 20% da população está abaixo dos 6 anos de idade.